# Lasseubetat
Lasseubetat é uma comuna francesa na região administrativa da Nova Aquitânia, no departamento dos Pirenéus Atlânticos. Estende-se por uma área de 7,19 km². Em 2010 a comuna tinha 212 habitantes (densidade: 29,5 hab./km²).